# 続々々々・テレビまんが主題歌のあゆみ
『続々々々・テレビまんが主題歌のあゆみ』（ぞくぞくぞくぞく・テレビまんがしゅだいかのあゆみ）は、日本コロムビアより1996年2月21日に発売されたアニメソングのコンピレーション・アルバムである。『テレビまんが主題歌のあゆみシリーズ』第5弾にあたる。2006年4月19日にはデジタル・リマスター仕様で再発売された。

## 解説
- 本作は1983年から1988年までに放送開始されたアニメの主題歌（オープニングテーマ）をCD2枚組で全44曲収録している。
- DISC1は1983年5月から1986年10月までに放送開始されたアニメの主題歌を、DISC2には1987年1月から1988年10月までに放送開始されたアニメの主題歌が収録されている。
- 本作より、歌詞カード内の放映期間の上に記載されていた作品名タイトルと（番組ロゴタイトルのみの表記）、総本数の前に記載されていたカラー、モノクロなどの放送形態表記が廃止された。
- 本作の放送期間中にスタートした『オバケのQ太郎』（第3作）、『オズの魔法使い』、『地上最強のエキスパートチーム G.I.ジョー』及び事実上アニメ作品の『まんがどうして物語』主題歌「Starship Blue 〜夢エネルギー〜」はコロムビアからリリースされているのにもかかわらず本作には収録されていない。

## 収録曲

### DISC 1
1. おいらテン丸
  - 作詞：冬杜花代子、作曲：小林亜星、編曲：高田弘、歌：藤田淑子
  - フジテレビ系「ベムベムハンターこてんぐテン丸」オープニングテーマ
2. SHOW ME YOUR SPACE～君の宇宙を見せて～
  - 作詞、作曲：古田喜昭、編曲：石田かつのり、歌：ポプラ
  - フジテレビ系「OKAWARI-BOY スターザンS」オープニングテーマ
3. 異次元ストーリー
  - 作詞：竜真知子、作曲：林哲司、編曲：奥慶一、歌：ポプラ
  - テレビ朝日系「夢戦士ウイングマン」オープニングテーマ
4. とんがり帽子のメモル
  - 作詞：TARAKO、作曲：古田喜昭、編曲：青木望、歌：山野さと子
  - ABC系「とんがり帽子のメモル」オープニングテーマ
5. ビデオ戦士レザリオン
  - 作詞：吉田健美、作曲：渡辺宙明、編曲：藤田大土、歌：宮内タカユキ
  - TBS系「ビデオ戦士レザリオン」オープニングテーマ
6. オヨネコぶーにゃん
  - 作詞：伊藤アキラ、作曲：渡辺岳夫、編曲：高田弘、歌：川島千代子、神谷明
  - テレビ朝日系「オヨネコぶーにゃん」前期オープニングテーマ[1]
7. よろしくチューニング
  - 作詞：寺田憲史、作、編曲：河内淳一、歌：STR!X
  - フジテレビ系「よろしくメカドック」オープニングテーマ
8. わくわくサンタクロース
  - 作詞：冬杜花代子、作曲：渡辺岳夫、編曲：チト河内、歌：堀江美都子
  - フジテレビ系「森のトントたち」オープニングテーマ
9. びん感!メカニック
  - 作詞：篠塚満由美、作曲：芹沢広明、編曲：川上了、歌：小林直子、小林明子
  - ABC系「はーいステップジュン」オープニングテーマ
10. ゆかいな大脱走
  - 作詞：篠塚満由美、作曲：和泉常寛、編曲：川上了、歌：堀江美都子
  - テレビ朝日系「藤子不二雄ワイド」オープニングテーマ[2]
11. 夢を勝ちとろう
  - 作詞：藤子不二雄A、作曲：小林亜星、編曲：筒井広志、歌：水木一郎、台詞:頓宮恭子
  - テレビ朝日系「プロゴルファー猿」オープニングテーマ[3]
12. ぼくはブンブー
  - 作詞：冬杜花代子、作、編曲：越部信義、歌：橋本潮
  - NHK「へーい!ブンブー」オープニングテーマ
13. コンポラキッド
  - 作詞、作曲：古田喜昭、編曲：有澤孝紀、歌：WAFFLE
  - テレビ朝日系「コンポラキッド」オープニングテーマ
14. スターダストボーイズ
  - 作詞：阿久悠、作曲：鈴木キサブロー、編曲：和泉一弥、歌：影山ヒロノブ、コーラス:こおろぎ'73
  - テレビ朝日系「宇宙船サジタリウス」オープニングテーマ
15. メイプルタウン物語
  - 作詞、作曲：小坂明子、編曲：信田かずお、歌：山野さと子
  - ABC系「メイプルタウン物語」オープニングテーマ
16. 魔訶不思議アドベンチャー!
  - 作詞：森由里子、作曲：いけたけし、編曲：田中公平、歌：高橋洋樹
  - フジテレビ系「ドラゴンボール」オープニングテーマ
17. 流れ星 銀
  - 作詞：寒太郎、作曲：木森敏之、編曲：矢野立美、歌：宮内タカユキ
  - テレビ朝日系「銀牙 -流れ星 銀-」オープニングテーマ
18. キッズのチャチャチャ
  - 作詞：谷のぼる、作、編曲：菊池俊輔、歌：山田恭子、コロムビアゆりかご会
  - TBS系「ウルトラマンキッズのことわざ物語」オープニングテーマ
19. 青春は舟
  - 作詞：なかにし礼、作曲：坂田晃一、編曲：島津秀雄、歌：ダ・カーポ
  - 日本テレビ系「青春アニメ全集」エンディングテーマ[4]
20. カリフォルニア・ドリーミング
  - 作詞：竜真知子、作曲：根岸孝旨、編曲：松井忠重、歌：橋本潮
  - テレビ東京系「Oh!ファミリー」オープニングテーマ
21. ペガサス幻想
  - 作詞：竜真知子、作曲：松澤浩明、山田信夫、編曲：MAKE-UP、歌：MAKE-UP
  - テレビ朝日系「聖闘士星矢」オープニングテーマ[5]
22. 正義の使者だぜドテラマン
  - 作詞：松山貴之、作曲：いけたけし、編曲：山中紀昌、歌：こおろぎ'73
  - 日本テレビ系「ドテラマン」オープニングテーマ

### DISC 2
1. 南の国のパームタウン
  - 作詞、作曲：小坂明子、編曲：有澤孝紀、歌：山野さと子
  - ABC系「新メイプルタウン物語 パームタウン編」オープニングテーマ
2. バビバビバビブー ウルトラB
  - 作詞：藤子不二雄A、作、編曲：菊池俊輔、歌：三田ゆう子、森の木児童合唱団
  - テレビ朝日系「ウルトラB」オープニングテーマ
3. 君のフリーダム
  - 作詞：谷穂ちろる、作曲：Frankie T.、編曲：松井忠重、歌：WAFFLE
  - テレビ東京系「げらげらブース物語」オープニングテーマ
4. テレポーテーション～恋の未確認～
  - 作詞：松本一起、作、編曲：奥慶一、歌：橋本潮
  - テレビ朝日系「エスパー魔美」オープニングテーマ
5. ザ・ヘッドマスターズ
  - 作詞：山川啓介、作曲：根岸孝旨、編曲：石田勝範、歌：影山ヒロノブ
  - 日本テレビ系「トランスフォーマー ザ・ヘッドマスターズ」オープニングテーマ
6. ドリーミング・A・GO-GO
  - 作詞：吉元由美、作曲タケカワユキヒデ、編曲：KAZZ TOYAMA、歌：小橋二郎
  - ABC系「ビックリマン」オープニングテーマ
7. グズラだど
  - 作詞：伊藤アキラ、作曲：岸正之、編曲：山中紀昌、歌：さとまさのり
  - テレビ東京系「おらぁグズラだど」オープニングテーマ
8. 仮面の忍者 赤影
  - 作詞：三田陽子、作曲：小杉保夫、編曲：山本健司、歌：秋保和也、秋保浩二
  - 日本テレビ系「仮面の忍者 赤影」オープニングテーマ
9. MANY THANKS～心のままに～（LONG AS I'M WITH YOU）
  - 作詞：白峰美津子、作曲：PAM RESWELL、編曲：林有三、歌：当山ひとみ
  - テレビ東京系「マンガ日本経済入門」オープニングテーマ
10. 虹の橋
  - 作詞：山上路夫、作曲：森田公一、編曲：青木望、歌：橋本潮
  - ABC系「グリム名作劇場」オープニングテーマ
11. 輝け!ラーメンマン
  - 作詞：さがらよしあき、作曲：小川哲夫、編曲：奥慶一、歌：織田純一郎
  - 日本テレビ系「闘将!!拉麵男」オープニングテーマ
12. 正調おそ松節
  - 作詞：秋元康、作曲：見岳章、編曲：竜崎孝路、歌：細川たかし
  - フジテレビ系「おそ松くん」オープニングテーマ
13. つるピカハゲ丸倶楽部
  - 作詞：庄司明弘、作曲：クニ河内、編曲：京田誠一、歌：つかせのりこ
  - テレビ朝日系「つるピカハゲ丸くん」オープニングテーマ
14. お嫁さんになってあげないゾ
  - 作詞：森雪之丞、作曲：池毅、編曲：山本健司、歌：守谷香
  - フジテレビ系「キテレツ大百科」初代オープニングテーマ
15. Fly away―夢の飛行機―
  - 作詞：佐藤ありす、作曲：有澤孝紀、編曲：京田誠一、歌：堀江美都子
  - テレビ東京系「どんどんドメルとロン」オープニングテーマ
16. 愛こそヒーロー
  - 作詞：おおくぼ由美、作曲：鈴木キサブロー、編曲：戸塚修、歌：堀江美都子
  - テレビ朝日系「いきなりダゴン」オープニングテーマ
17. 超神マスターフォースのテーマ
  - 作詞：竜真知子、作、編曲：川崎真弘、歌：五十嵐寿也
  - 日本テレビ系「トランスフォーマー 超神マスターフォース」オープニングテーマ
18. Tango Chu Chu
  - 作詞：冬杜花代子、作曲：森田公一、編曲：高田弘、歌：山野さと子、こおろぎ'73
  - ABC系「トッポ・ジージョ」オープニングテーマ
19. レディ・クエスト～扉を開けて～
  - 作詞：白峰美津子、作曲：松田良、編曲：奥慶一、歌：守谷香
  - テレビ東京系「ハロー!レディリン」オープニングテーマ
20. ビリビリビリ犬
  - 作詞：藤子不二雄A、作曲：市川昭介、編曲：高田弘、歌：野沢雅子、山田栄子、コーラス:こおろぎ'73
  - テレビ朝日系「ビリ犬」オープニングテーマ[6]
21. ひみつのアッコちゃん
  - 作詞：山元護久、井上ひさし、作曲：小林亜星、編曲：青木望、歌：堀江美都子
  - フジテレビ系「ひみつのアッコちゃん」オープニングテーマ
22. 晴れのち晴れ
  - 作詞、作曲：小坂明子、編曲：松井忠重、歌：小坂明子
  - ABC系「ハーイあっこです」初代オープニングテーマ、2代目エンディングテーマ